# Marc Pedersen
Marc Pedersen, född 31 juli 1989 i Give, är en dansk före detta fotbollsspelare. Han spelade under sin karriär för bland annat Djurgårdens IF och SønderjyskE.

## Karriär

### Djurgårdens IF
Pedersen anslöt till Djurgårdens IF mitt under försäsongen 2012 med ett 1-årskontrakt. Pedersen gjorde sin allsvenska debut i den allsvenska premiären för säsongen 2012 mot IF Elfsborg, där han gjorde Djurgårdens enda mål i en 2–1-förlust. Pedersen bildade mittbackspar med Joona Toivio.
I sin 10:e allsvenska match för säsongen 2012, hemmamatchen mot Gefle den 17 maj, skadade sig Pedersen och blev utburen på bår där vidare undersökning visade att korsbandet var av och att han missade resten av säsongen. Den 31 oktober 2012 kom Pedersen och Djurgårdens överens om en förlängning med ett år och option på förlängning med 3 år.
Under våren 2013 blev det endast ett fåtalet starter och enstaka inhopp för Pedersen. Den 4 juli 2013 kom han överens med Djurgården om att bryta kontraktet som gällde till och med slutet av säsongen 2013. Facit i Djurgården blev 17 allsvenska matcher med 1 mål framåt (premiärmatchen 2012 borta mot Elfsborg) och 1 självmål (derby mot AIK våren 2012), samt nådde final i Svenska Cupen våren 2013 där det blev förlust mot IFK Göteborg.

### FC Fredericia
Den 23 juli 2013 värvades Pedersen av FC Fredericia.

### SønderjyskE
I januari 2015 värvades Pedersen av SønderjyskE, på ett avtal med start från sommaren 2015. I juni 2018 förlängde han sitt kontrakt fram till 2021. I oktober 2020 avslutade Pedersen sin fotbollskarriär på grund av en knäskada.

## Matcher och mål (seriespel)
- 2008/09: 9 / 0
- 2010/11: 3 / 0
- 2012: 10 / 1 (i Djurgården)
- 2013: 7 / 0 (i Djurgården)